# Westby (Wisconsin)
Westby es una ciudad ubicada en el condado de Vernon en el estado estadounidense de Wisconsin. En el Censo de 2010 tenía una población de 2.200 habitantes y una densidad poblacional de 326,95 personas por km².

## Geografía
Westby se encuentra ubicada en las coordenadas 43°39′10″N 90°51′30″O / 43.65278, -90.85833. Según la Oficina del Censo de los Estados Unidos, Westby tiene una superficie total de 6.73 km², de la cual 6.71 km² corresponden a tierra firme y (0.35%) 0.02 km² es agua.

## Demografía
Según el censo de 2010, había 2.200 personas residiendo en Westby. La densidad de población era de 326,95 hab./km². De los 2.200 habitantes, Westby estaba compuesto por el 98.05% blancos, el 0.23% eran afroamericanos, el 0.14% eran amerindios, el 0.14% eran asiáticos, el 0% eran isleños del Pacífico, el 0.41% eran de otras razas y el 1.05% pertenecían a dos o más razas. Del total de la población el 1% eran hispanos o latinos de cualquier raza.